# Campeonato Mundial de Natação em Piscina Curta de 2010 - 50 m costas feminino
A prova dos 50 metros nado costas feminino do Campeonato Mundial de Natação em Piscina Curta de 2010 foi disputado entre 18 e 19 de dezembro em Dubai nos Emirados Árabes Unidos.

## Recordes
Antes desta competição, os recordes mundiais e do campeonato nesta prova eram os seguintes:
|    | Nome            | Nacionalidade | Tempo (segundo) | Local      | Data                   |
| -- | --------------- | ------------- | --------------- | ---------- | ---------------------- |
| WR | Sanja Jovanović | Croácia       | 25.70           | Istambul   | 12 de dezembro de 2009 |
| CR | Sanja Jovanović | Croácia       | 26.37           | Manchester | 13 de abril de 2008    |

## Medalhistas
| Ouro            | Prata            | Bronze               |
| Zhao Jing (CHN) | Rachel Goh (AUS) | Mercedes Peris (ESP) |

## Resultados

### Eliminatórias
As eliminatórias ocorreram dia 18 de dezembro. Dezesseis nadadores num total de 73 se classificaram  para a semifinal.
| Colocação | Bateria | Raia | Nome                           | Tempo | Notas |
| --------- | ------- | ---- | ------------------------------ | ----- | ----- |
| 1         | 9       | 2    | Rachel Goh (AUS)               | 26.73 | Q     |
| 2         | 1       | 3    | Zhao Jing (CHN)                | 26.99 | Q     |
| 2         | 10      | 3    | Mercedes Peris (ESP)           | 26.99 | Q     |
| 4         | 9       | 4    | Aleksandra Gerasimenya (BLR)   | 27.02 | Q     |
| 5         | 10      | 5    | Anastasia Zuyeva (RUS)         | 27.12 | Q     |
| 6         | 10      | 4    | Gao Chang (CHN)                | 27.26 | Q     |
| 7         | 9       | 5    | Aleksandra Urbanczyk (POL)     | 27.27 | Q     |
| 8         | 8       | 6    | Elena Gemo (ITA)               | 27.39 | Q     |
| 8         | 8       | 1    | Chanelle van Wyk (RSA)         | 27.39 | Q     |
| 10        | 8       | 5    | Marieke Guehrer (AUS)          | 27.45 | Q     |
| 10        | 9       | 6    | Miyuki Takemura (JPN)          | 27.45 | Q     |
| 12        | 7       | 3    | Missy Franklin (USA)           | 27.48 | Q     |
| 13        | 9       | 3    | Simona Baumrtova (CZE)         | 27.50 | Q     |
| 14        | 10      | 2    | Laura Letrari (ITA)            | 27.55 | Q     |
| 15        | 8       | 2    | Fabiola Molina (BRA)           | 27.62 | Q     |
| 16        | 10      | 1    | Fabienne Nadarajah (AUT)       | 27.73 | Q     |
| 17        | 10      | 6    | Etiene Medeiros (BRA)          | 27.78 |       |
| 18        | 7       | 2    | Sinead Russell (CAN)           | 27.90 |       |
| 19        | 7       | 6    | Fernanda González (MEX)        | 27.96 |       |
| 20        | 9       | 8    | Theodora Drakou (GRE)          | 27.98 |       |
| 21        | 8       | 3    | Sanja Jovanovic (CRO)          | 28.03 |       |
| 22        | 9       | 7    | Kseniya Moskvina (RUS)         | 28.09 |       |
| 23        | 7       | 1    | Michelle Coleman (SWE)         | 28.27 |       |
| 24        | 10      | 7    | Katharina Stiberg (NOR)        | 28.31 |       |
| 25        | 8       | 8    | Ekaterina Avramova (BUL)       | 28.33 |       |
| 26        | 6       | 4    | Alana Kathryn Dillette (BAH)   | 28.36 |       |
| 27        | 5       | 6    | Madison White (USA)            | 28.47 |       |
| 28        | 7       | 8    | Hazal Sarikaya (TUR)           | 28.57 |       |
| 29        | 7       | 4    | Katarina Milly (SVK)           | 28.60 |       |
| 30        | 10      | 8    | Cecilia Bertoncello (ARG)      | 28.61 |       |
| 31        | 6       | 1    | Yulduz Kuchkarova (UZB)        | 28.68 |       |
| 32        | 6       | 2    | Jeserik Pinto (VEN)            | 28.84 |       |
| 33        | 6       | 8    | Sarah Rolko (LUX)              | 28.89 |       |
| 34        | 6       | 6    | Chen Ting (TPE)                | 29.01 |       |
| 34        | 9       | 1    | Alexianne Castel (FRA)         | 29.01 |       |
| 36        | 6       | 5    | Isabella Arcila (COL)          | 29.03 |       |
| 37        | 8       | 7    | Pernille Jessing Larsen (DEN)  | 29.16 |       |
| 38        | 6       | 3    | Kätlin Sepp (EST)              | 29.19 |       |
| 39        | 5       | 4    | Massie Milagros Carrillo (PER) | 29.48 |       |
| 40        | 6       | 7    | Carmen Cianci (COL)            | 29.62 |       |
| 41        | 7       | 7    | Gizem Cam (TUR)                | 29.67 |       |
| 42        | 5       | 2    | Monica Ramirez (AND)           | 30.08 |       |
| 43        | 5       | 3    | Farida Osman (EGY)             | 30.49 |       |
| 44        | 5       | 1    | Nicola Muscat (MLT)            | 30.56 |       |
| 45        | 4       | 3    | Lara Butler (CAY)              | 30.59 |       |
| 46        | 4       | 4    | Sara Hyajna (JOR)              | 30.74 |       |
| 47        | 5       | 8    | Silvie Ketelaars (AHO)         | 30.92 |       |
| 48        | 5       | 7    | Vong Erica Man Wai (MAC)       | 30.98 |       |
| 49        | 4       | 5    | Iulia Olari (MDA)              | 31.31 |       |
| 50        | 4       | 7    | Karen Torrez (BOL)             | 31.44 | NR    |
| 51        | 3       | 3    | Jade Howard (ZAM)              | 31.48 |       |
| 52        | 4       | 2    | Dalia Torrez (NCA)             | 31.82 |       |
| 53        | 4       | 1    | Sylvia Brunlehner (KEN)        | 32.01 |       |
| 54        | 4       | 6    | Karen Vilorio (HON)            | 32.14 |       |
| 55        | 4       | 8    | Rachel Fortunato (GIB)         | 32.43 |       |
| 56        | 3       | 4    | Talisa Lanoe (KEN)             | 32.63 |       |
| 57        | 3       | 7    | Kiran Khan (PAK)               | 32.72 |       |
| 58        | 3       | 6    | Estellah Fills Rabetsara (MAD) | 32.76 |       |
| 59        | 1       | 4    | Cheyenne Rova (FIJ)            | 32.97 |       |
| 60        | 3       | 5    | Lou Wai Sam (MAC)              | 32.99 |       |
| 61        | 2       | 7    | Debra Daniel (FSM)             | 33.94 |       |
| 62        | 3       | 1    | Mariam Foum (TAN)              | 35.40 |       |
| 63        | 2       | 4    | Mahnoor Maqsood (PAK)          | 35.72 |       |
| 64        | 2       | 5    | Osisang Chilton (PLW)          | 35.85 |       |
| 65        | 3       | 8    | Ann-Marie Hepler (MHL)         | 36.04 |       |
| 66        | 2       | 6    | Keanna Villagomez (MNP)        | 36.72 |       |
| 67        | 3       | 2    | Britany van Lange (GUY)        | 36.91 |       |
| 68        | 1       | 5    | Ophelia Swyne (GHA)            | 36.99 |       |
| 69        | 2       | 3    | Shaila Rana (NEP)              | 37.43 |       |
| 70        | 2       | 2    | Yanet Seyoum (ETH)             | 37.77 |       |
| -         | 5       | 5    | Sharon van Rouwendaal (NED)    | DNS   |       |
| -         | 7       | 5    | Genevieve Saumur (CAN)         | DNS   |       |
| -         | 8       | 4    | Hinkelien Schreuder (NED)      | DNS   |       |

### Semifinal
A semifinal  ocorreu dia 17 de dezembro. Oito competidores se classificaram para a final.

#### Semifinal 1
| Colocação | Raia | Nome                         | Tempo | Notas |
| --------- | ---- | ---------------------------- | ----- | ----- |
| 1         | 4    | Zhao Jing (CHN)              | 26.37 | Q, CR |
| 2         | 5    | Aleksandra Gerasimenya (BLR) | 26.77 | Q     |
| 3         | 3    | Gao Chang (CHN)              | 27.11 | Q     |
| 3         | 2    | Marieke Guehrer (AUS)        | 27.17 |       |
| 5         | 6    | Elena Gemo (ITA)             | 27.19 |       |
| 6         | 8    | Fabienne Nadarajah (AUT)     | 27.48 |       |
| 6         | 7    | Missy Franklin (USA)         | 27.49 |       |
| 8         | 1    | Laura Letrari (ITA)          | 27.54 |       |

#### Semifinal 2
| Colocação | Raia | Nome                       | Tempo | Notas |
| --------- | ---- | -------------------------- | ----- | ----- |
| 1         | 4    | Rachel Goh (AUS)           | 26.68 | Q     |
| 2         | 5    | Mercedes Peris (ESP)       | 26.92 | Q     |
| 3         | 3    | Anastasia Zuyeva (RUS)     | 27.09 | Q     |
| 4         | 7    | Miyuki Takemura (JPN)      | 27.10 | Q     |
| 5         | 8    | Fabiola Molina (BRA)       | 27.13 | Q     |
| 6         | 2    | Chanelle van Wyk (RSA)     | 27.27 |       |
| 7         | 1    | Simona Baumrtova (CZE)     | 27.33 |       |
| 8         | 6    | Aleksandra Urbanczyk (POL) | 27.65 |       |

### Final
A final teve sua disputa realizada em 19 de dezembro.
| Colocação         | Raia | Nome                         | Tempo | Notas |
| ----------------- | ---- | ---------------------------- | ----- | ----- |
| Medalha de ouro   | 4    | Zhao Jing (CHN)              | 26.27 | CR    |
| Medalha de prata  | 5    | Rachel Goh (AUS)             | 26.54 |       |
| Medalha de bronze | 6    | Mercedes Peris (ESP)         | 26.80 |       |
| 4                 | 7    | Miyuki Takemura (JPN)        | 26.91 |       |
| 5                 | 1    | Gao Chang (CHN)              | 27.00 |       |
| 6                 | 2    | Anastasia Zuyeva (RUS)       | 27.01 |       |
| 7                 | 3    | Aleksandra Gerasimenya (BLR) | 27.02 |       |
| 8                 | 8    | Fabiola Molina (BRA)         | 27.67 |       |

Legenda
| Recorde mundial       | Recorde mundial (World record)               |                       | Recorde africano                      | Recorde africano (African) |                                           | Q | Classificado por posição (Qualified) |
| Recorde do campeonato | Recorde do campeonato (Championship record)  | Recorde da América    | Recorde da América (Americas)         | q                          | Classificado por melhor tempo (Qualified) |   |                                      |
| Melhor marca do ano   | Melhor marca do ano (World leading)          | Recorde asiático      | Recorde asiático (Asian)              | DNS                        | Não largou (Did not start)                |   |                                      |
| Recorde nacional      | Recorde nacional (National record)           | Recorde europeu       | Recorde europeu (European)            | DNF                        | Não terminou (Did not finish)             |   |                                      |
| Recorde pessoal       | Recorde pessoal do atleta (Personal best)    | Recorde da Oceania    | Recorde da Oceania (Oceania)          | DSQ / DQ                   | Desclassificado (Disqualified)            |   |                                      |
| Recorde da temporada  | Recorde da temporada do atleta (Season best) | Recorde sul-americano | Recorde sul-americano (South America) | NM                         | Sem marca (No mark)                       |   |                                      |